# Municipalità metropolitana di Johannesburg
La municipalità metropolitana di Johannesburg (in inglese Johannesburg Metropolitan Municipality) è una municipalità metropolitana della provincia di Gauteng e il suo codice di distretto è JBH.
La sede amministrativa e legislativa è la città di Johannesburg; il suo territorio si estende su una superficie di 1.645 km² ed è suddiviso in 109 circoscrizioni elettorali (wards). In base al censimento del 2001 la sua popolazione è di 3.225.310 abitanti.

## Geografia fisica

### Confini
La  municipalità metropolitana di Johannesburg  confina a nord con quello di Tshwane, a est con quello di Ekurhuleni, a sud con le municipalità locali di Midvaal e Emfuleni (Sedibeng) e a ovest con le municipalità locali di Westonaria, Randfontein e Mogale City (West Rand).

### Città e comuni
- Alexandra
- Bultfontein
- City of Johannesburg Metro
- Diepkloof
- Diepsloot
- Ebony Park
- Edenvale
- Eikenhof
- Eldorado Park
- Ennerdale
- Florida
- Grasmere
- Halfway House
- Honeydew
- Ivory Park
- Johannesburg
- Kagiso
- Kempton Park
- Klipfontein View
- Lawley Estate
- Lenasia
- Mayabuye
- Meadowlands
- Midrand
- Nooitgedacht
- Orange Farm
- Pipeline
- Poortjie
- Rabie Ridge
- Randburg
- Randfontein
- Randjiesfontein
- Roodepoort
- Sandton
- Slovoville
- Soweto
- Sweetwaters
- Tshepisong
- Van Wyksrust
- Vlakfontein
- Wheeler's Farm
- Zandspruit
- Zevenfontein

### Fiumi
- Jukskei
- Klip
- Krokodil
- Mooirivierloop
- Rietspruit

### Dighe
- Bloudam
- Emmarentiadam
- Modderfonteindam No.1
- Modderfonteindam No.2
- Modderfonteindam No.3
- Modderfonteindam No.4
- New Canada Dam
- Orlando Dam

### Laghi
- Florida Lake
- Zoo Lake